# Aeroportul Ust-Nera
Aeroportul Ust-Nera (IATA: USR, ICAO: UEMT) este un aeroport din Iacutia, Rusia ce deservește zona Ust-Nera⁠(d). Aeroportul a fost tranzitat în 2017 de 12.484 de pasageri. A fost numit după zona deservită.
aeroportul dispune de o singură pistă.